# Österreichischer Radiopreis
Der Österreichische Radiopreis ist eine seit 2015 verliehene Auszeichnung und eine gemeinsame Initiative des ORF, des Verbandes Österreichischer Privatsender (VÖP) und des Fachbereiches Medien der Rundfunk und Telekom Regulierungs-GmbH (RTR-GmbH). Ausgezeichnet werden herausragende Leistungen in österreichischen öffentlich-rechtlichen und privaten Hörfunkprogrammen des vorangegangenen Jahres.

## Der Preis
Die Vergabe des Österreichischen Radiopreises erfolgt durch eine unabhängige Jury, die Jurymitglieder werden von der Fachhochschule St. Pölten ausgewählt. 2015 wurde der Preis in neun Kategorien verliehen, 2016 kamen mit den Kategorien Best Newcomer und Bester Regionalbericht zwei weitere Kategorien hinzu.

## Preisträger und Nominierte

### 2015

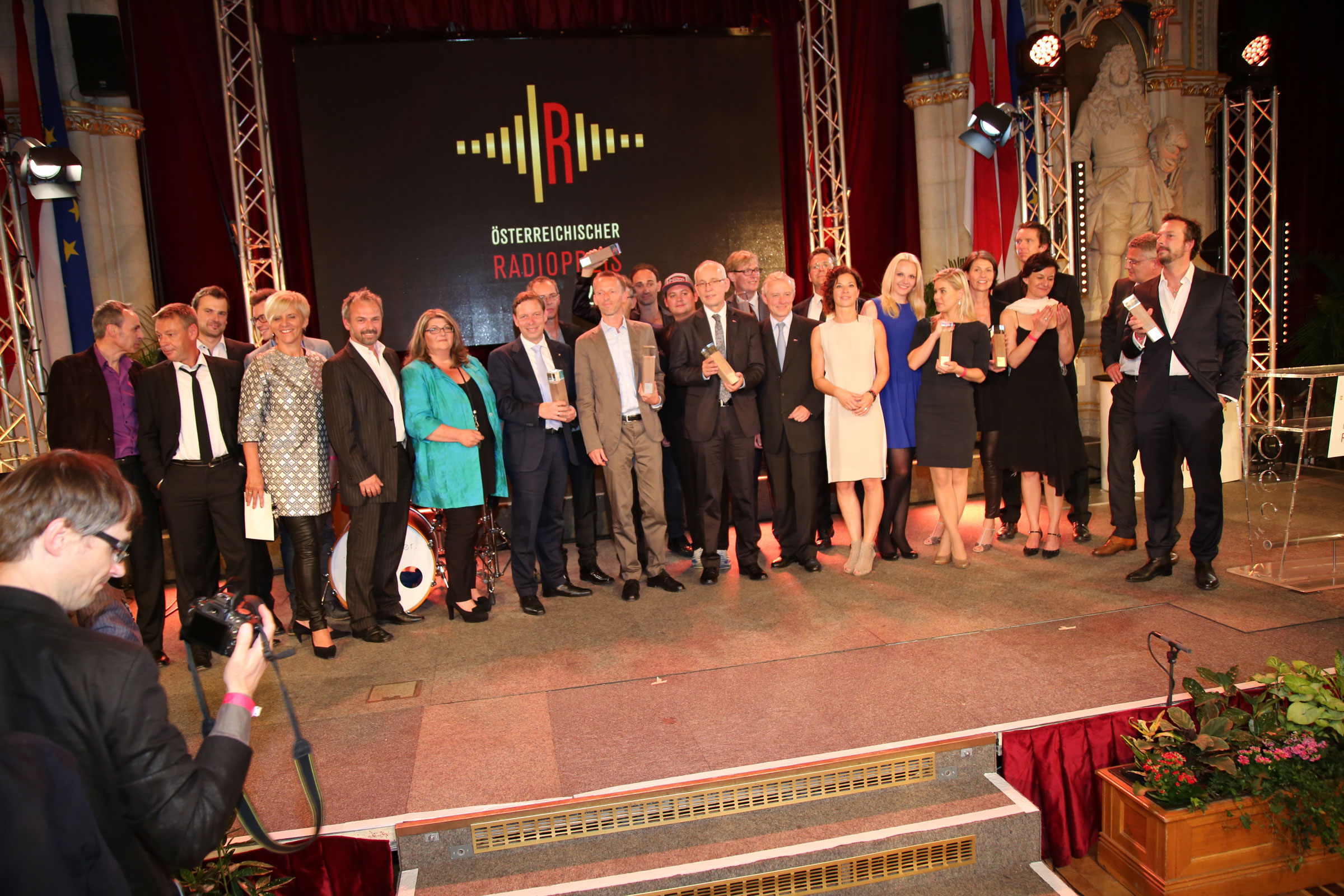
Preisträger des Österreichischen Radiopreises 2015

Für den Österreichischen Radiopreis 2015 wurden insgesamt 127 Beiträge und 62 Stunden Audiomaterial eingereicht. Die Verleihung erfolgte in einer Galaveranstaltung am 1. Juni 2015 im Wiener Rathaus.
In folgenden Kategorien wurde der Preis vergeben:
- Beste Moderatorin: Dori Bauer (Energy 104,2)
  - Nominiert:[3] Theresa Jobst (Arabella Mostviertel) und Martina Rupp (Ö3)
- Bester Moderator: Robert Kratky (Ö3)
  - Nominiert: Markus Dietrich (Antenne Steiermark) und Meinrad Knapp (KroneHit)
- Beste Morgensendung: Ö3-Wecker (Ö3)
  - Nominiert: Die Antenne Steiermark Muntermacher (Antenne Steiermark) und FM4 Morning Show (FM4)
- Beste Nachrichtensendung: Mittagsjournal (Ö1)
  - Nominiert: Nachrichten mit regionalem Fokus (Life Radio Oberösterreich) und Radio Osttirol Mittagsmagazin (Radio Osttirol)
- Beste Comedy: Ö3-Callboy (Gernot Kulis, Ö3)
  - Nominiert: FM4 beim SPÖ-Parteitag (FM4) und Sau Paulo – Das WM-Orakel auf Life Radio (Life Radio Oberösterreich)
- Beste Musiksendung: Erinnerungen an Udo Jürgens (Radio Kärnten)
  - Nominiert: Spielräume WM 2014 (Ö1) und In Heat! Spezial: 75 Years of Blue Note Records (98.3 superfly)
- Beste Innovation: Tonio – Ton mit Information: Das erste wirklich interaktive Radioquiz der Welt (LoungeFM)
  - Nominiert: Ö1 Schwerpunkt “Open Innovation” (Ö1) und Superfly Radio-App (98.3 Superfly)
- Bester Wortbeitrag: „Nahaufnahme spezial“ zu 25 Jahre Mauerfall (Radio Niederösterreich)
  - Nominiert: Sagenhaftes Ländle – Sagen aus Vorarlberg (Antenne Vorarlberg) und Ivan und Sabine – Marketingfrau trifft Bettler (Radio Stephansdom)
- Beste Promotionaktion: Das KRONEHIT Facebook Experiment Reloaded (KroneHit)
  - Nominiert: Der Antenne Auto Spion (Antenne Kärnten) und FM4-Promotionaktion für myboshi (FM4)

### 2016
Die Verleihung erfolgte in einer Galaveranstaltung am 20. Juni 2016 im Wiener Rathaus. Moderiert wurde die Veranstaltung von Dani Linzer und Andi Knoll, musikalisch umrahmt wurde diese von The Common Linnets, Lemo sowie Robb und Monthaye. Die Verleihung wurde am 21. Juni 2016 auf ORF III übertragen.
Der Preis wurde 2016 in folgenden Kategorien verliehen:
- Beste Moderatorin:
  - Gold: Christiane Stöckler (Antenne Steiermark)
  - Silber: Birgit Hofbauer (Radio 88.6)
  - Bronze: Anita Ableidinger (KroneHit)

- Bester Moderator:
  - Gold: Stuart Freeman (FM4)
  - Silber: Joe Kohlhofer (Antenne Kärnten)
  - Bronze: Peter L. Eppinger (Ö3)

- Beste Morgensendung:
  - Gold: Ö3-Wecker (Ö3)
  - Silber: Die Antenne Muntermacher (Antenne Steiermark)
  - Bronze: Joey & Sophie am Morgen (Radio Arabella 92,9)

- Beste Nachrichtensendung:
  - Gold: Ö1-Morgenjournal (Ö1)
  - Silber: Reality Check Special: „The Paris Attacks“ (FM4)
  - Bronze: Mittagsmagazin (Radio Osttirol)

- Beste Comedy:
  - Gold: Die Antenne Rapzepte (Antenne Kärnten)
  - Silber: Niederösterreichisch für Fortgeschrittene (Radio Niederösterreich)
  - Bronze: Star Lords Hoamatland – Der Kampf um die Macht (Life Radio Oberösterreich)

- Beste Musiksendung:
  - Gold: Peter Meissner für Da Capo – 60 Jahre Fernsehen (Radio Niederösterreich)[7]
  - Silber: Noten & Anekdoten (Radio Kärnten)
  - Bronze: ENERGY Club Files (ENERGY Wien)

- Beste Innovation:
  - Gold: KRONEHIT TV (KroneHit)
  - Silber: Sprachsynthese, Voicetracking und Livemoderation (Mein Kinderradio)
  - Bronze: Der FM4 Player (FM4)

- Bester Wortbeitrag:
  - Gold: Nadja Hahn und Elisabeth Stratka für Hörbilder „Für ein Stück Glück“ (Ö1)
  - Silber: Marlene Groihofer für Die Einzige, die überlebt hat (Radio Klassik Stephansdom)[8]
  - Bronze: Michael Koch für Die Stunde des Staatsvertrages (Radio Niederösterreich)[7]

- Beste Promotionaktion:
  - Gold: Ö3-Weihnachtswunder (Ö3)
  - Silber: Mission Kran (Antenne Steiermark)
  - Bronze: 88.6 – das erste Radio für Gehörlose (Radio 88.6)

- Best Newcomer:
  - Gold: Philipp Hansa (Ö3)
  - Silber: Beate Panschur (Radio 88.6)
  - Bronze: Angela Alexa (Radio Ö24)

- Bester Regionalbericht:
  - Gold: Karin Stangl für Hubertuskapelle in Hinterbichl (Radio Osttirol)
  - Silber:  Fabian Fessler für Schlossteich trocknet aus (Radio Niederösterreich)[7]
  - Bronze: Gerlinde Wallner für Die Letzten ihrer Art: Das älteste Kino Österreichs (Radio Klassik Stephansdom)[8]

### 2017
Die Verleihung erfolgte in einer Galaveranstaltung am 26. Juni 2017 im Wiener Rathaus. Moderiert wurde die Veranstaltung von Anita Ableidinger und Andi Knoll, musikalisch umrahmt wurde diese von Julian le Play, Thorsteinn Einarsson und Granada. Die Verleihung wurde am 27. Juni 2017 auf ORF III übertragen.
Der Preis wurde 2017 in folgenden Kategorien verliehen:
- Beste Moderatorin:
  - Gold: Julie McCarthy (FM4)
  - Silber: Claudia Stöckl (Ö3)
  - Bronze: Irene Pravits (Radio 88.6)

- Bester Moderator:
  - Gold: Andi Knoll (Ö3)
  - Silber: Meinrad Knapp (KroneHit)
  - Bronze: Thomas Axmann (Antenne Steiermark)

- Beste Morgensendung:
  - Gold: Ö3-Wecker (Ö3)
  - Silber: Die Antenne Muntermacher (Antenne Steiermark)
  - Bronze: Kathi und Christian am Morgen (Antenne Salzburg)

- Beste Nachrichtensendung:
  - Gold: Morgenjournal (Ö1)
  - Silber: Niederösterreich-Journal (Radio Niederösterreich)
  - Bronze: Mittagsmagazin (Radio Osttirol)

- Beste Comedy:
  - Gold: Dietrich muss weg (Antenne Steiermark)
  - Silber: Top FM4 (FM4)
  - Bronze: Aprilscherz (Radio Wien)

- Beste Musiksendung:
  - Gold: FM4 Musikerziehung (FM4)
  - Silber: 88.6 Die 90er, zwischen Trash und Kult (Radio 88.6)
  - Bronze: Klassik am Abend Plagiate und musikalische Wiederverwertungen (Radio Niederösterreich)

- Beste Innovation:
  - Gold: Generation What? (Ö3)
  - Silber: #HowtobeAustrian (Ö1)
  - Bronze: The Art Of Cineastic Chillout: Red Bull Media House & Visual Radio (Radio LoungeFM Salzburg)

- Bester Wortbeitrag:
  - Gold: Die Krisenmama. Über eine Liebe auf Zeit. (Radio Klassik Stephansdom)
  - Silber: Journal Panorama: Sterben in Würde? (Ö1)
  - Bronze: In solchen Situationen wird zuerst geholfen – 60 Jahre Ungarn-Aufstand (Radio Niederösterreich)

- Beste Promotionaktion:
  - Gold: Frier dich in den Süden (Life Radio)
  - Silber: Antenne Steiermark Schlüsseljagd (Antenne Steiermark)
  - Bronze: Der FM4 #Hashtagprinter (FM4)

- Best Newcomer:
  - Gold: Florian Pehofer (Radio Arabella 92.9)
  - Silber: Philipp Bergsmann (Life Radio)
  - Bronze: Thomas Seidl (Antenne Steiermark)

- Bester Regionalbericht:
  - Gold: 88.6 Stadtflucht, wenn die Großstadt zu teuer wird (Radio 88.6)
  - Silber: Als das Wasser kam (Radio Osttirol)
  - Bronze: Dorfwirt für Stanz gesucht (Radio Tirol)